# Coto del Pantano Madrona

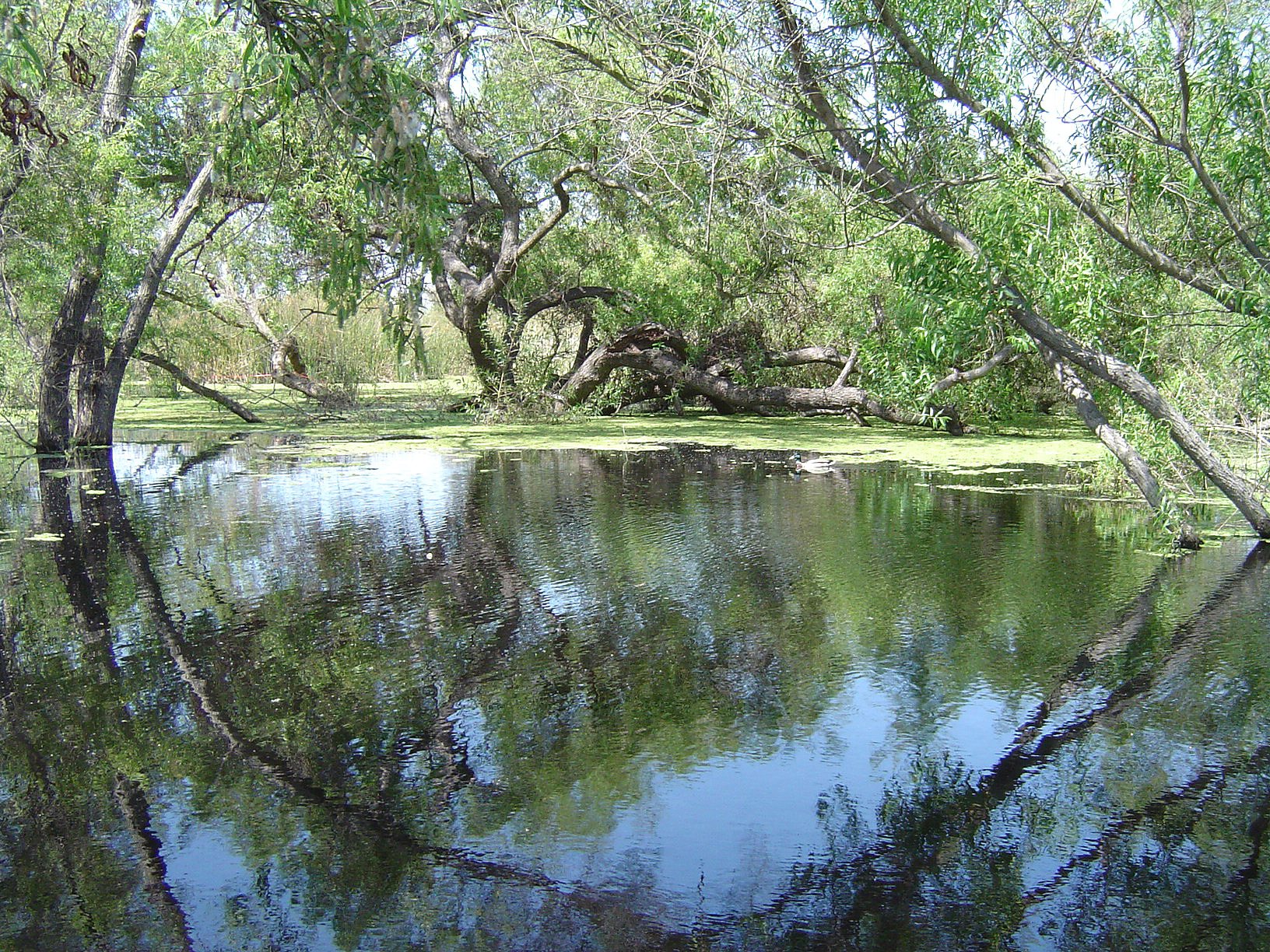
El pantano Madrona en primavera.

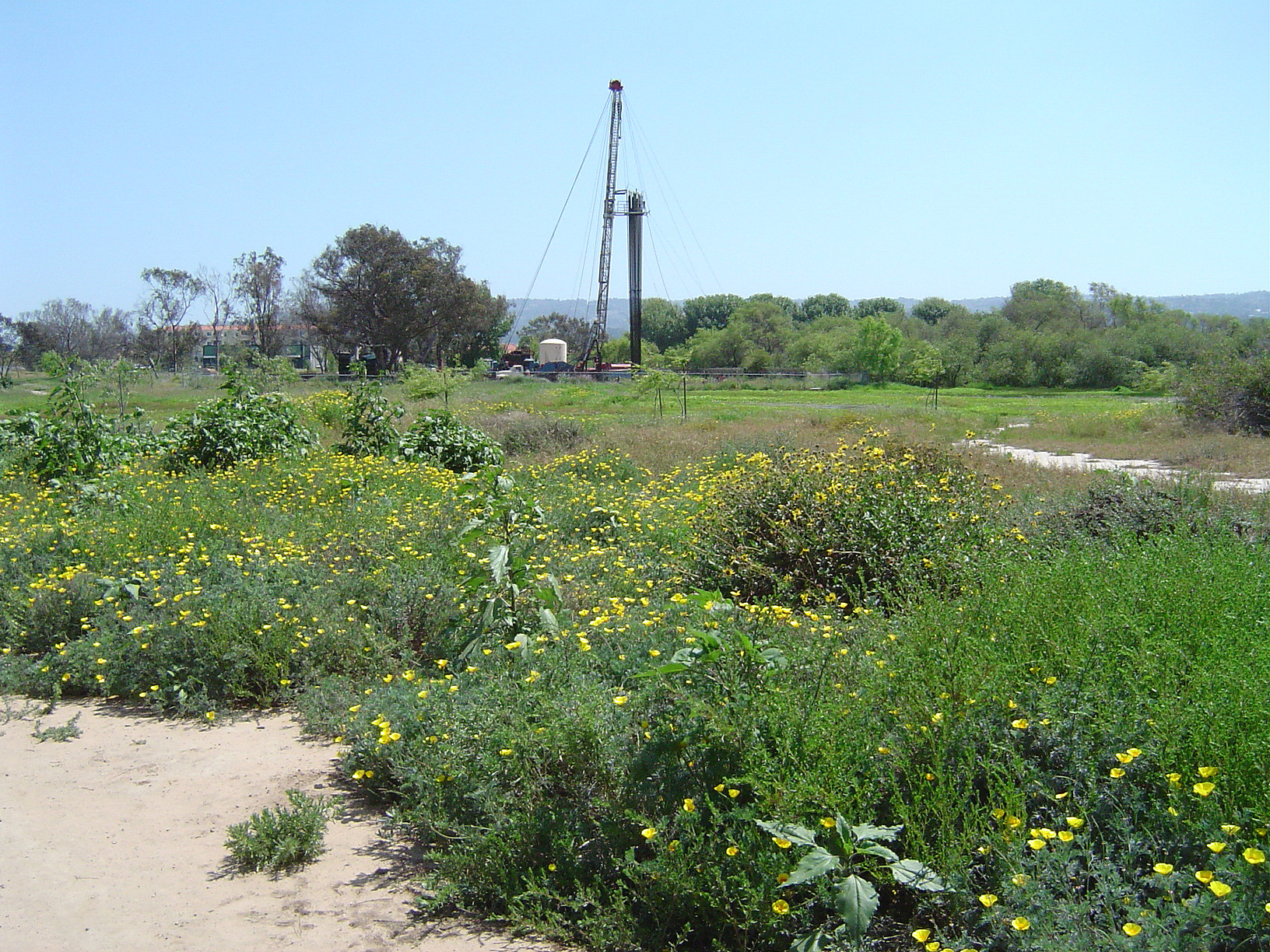
Anillo de vegetación alrededor del pantano Madrona.

El Coto del Pantano Madrona (del inglés: Madrona Marsh Preserve o Madrona Marsh), se encuentra situado en Torrance, California, es el último pantano estacional que se encuentra en la bahía sur de Los Ángeles en el área de Los Ángeles y uno de los pocos humedales situado dentro de un paisaje urbano. Los accesos del público en general están controlados. Las visitas guiadas se pueden contratar a través de la asociación de "Amigos del Pantano Madrona" ("Friends of Madrona Marsh" ) o a través del Departamento de Ocio y Parques del ayuntamiento de Torrance (City of Torrance Parks and Recreation Department).
Esta zona tomó forma cuando las montañas de Palos Verdes se elevaron por el sur formando la Península, el pantano Madrona es una depresión que recoge las lluvias de la estación húmeda (primavera) sobre todo de las tormentas. Después de la estación lluviosa, la evaporación, percolación y transpiración reducen el nivel de las aguas alrededor de unos 6 mm por día. A finales de agosto, el humedal está seco, y permanece en estas condiciones hasta la próxima estación de lluvias. Localizado al lado de unos terrenos que en 1924 tenían producción de petróleo, el pantano Madrona nunca ha tenido un desarrollo urbanístico como otros terrenos alrededor de las ciudades, y ha permanecido como un invalorable hábitat natural, para pájaros, reptiles, insectos e incluso para pequeños mamíferos.
La National Audubon Society ha utilizado el pantano Madrona desde el año 1967, para su censo anual de aves y El Camino College como un laboratorio para sus clases de biología y botánica. 